# Santa Maria de Emeres
Santa Maria de Emeres ist eine Gemeinde (Freguesia) im portugiesischen Kreis Valpaços. In ihr leben 311 Einwohner (Stand 19. April 2021).